# 伊斯佩里赫市鎮
43°42′N 26°49′E / 43.700°N 26.817°E

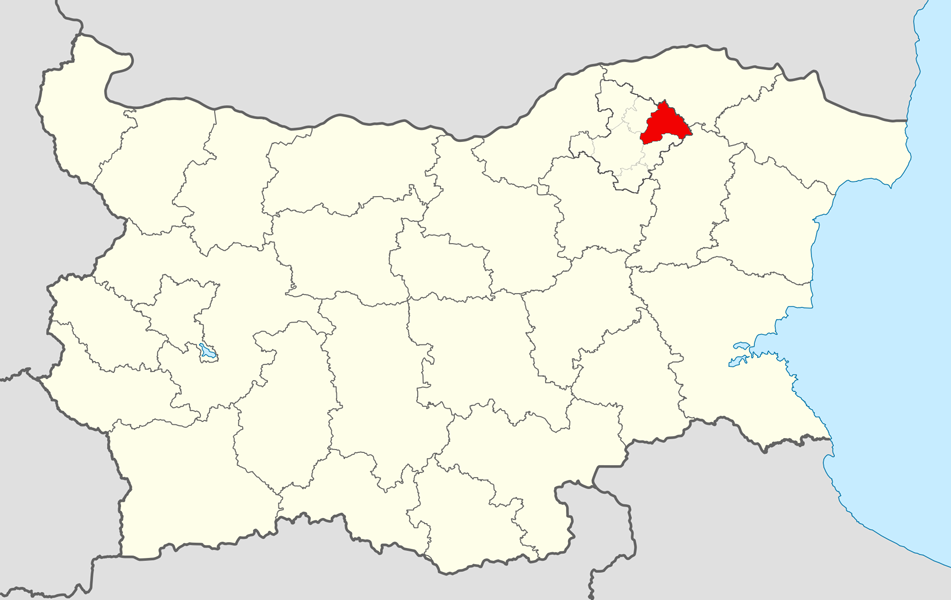

伊斯佩里赫市，是保加利亞的城鎮，位於該國東北部，由拉兹格勒州負責管轄，首府設於伊斯佩里赫，面積402平方公里，2009年人口22,916，人口密度每平方公里57人。